# Eiðis kirkja
Eiðis kirkja er en kirke på Færøerne i bygden Eiði på Eysturoy. Den blev indviet den 18. september 1881.
Kirken ligger i den østlige ende af bygden. At den er forholdsvis stor i forhold til andre kirker på Færøerne, skyldes at man fra England sendte to kirker afsted med skib. En kirke skulle til Eiði, og den anden skulle til Island. For sent opdagede man at man havde læsset den forkerte kirke af.
Kirken er en pudset og hvidkalket rektangulær bygning med skifertag, tegnet af H. C. Amberg. I øst er opført et kor og i vestenden er der opført en kraftigt, men lavt tårn med pyramidetag. Indgangsdøren er på tårnets vestside og der er fem vinduer på hver side. Under tårnuret er et dobbeltvindue delt af en søjle, der går igen i korenden. 
Kirken har rundbuede halvtøndehvælv, der hviler på smalle "hylder" i begge langsider. Væggene er malet med symboler og over korbuen ses et rundt malet billede af et lam. 
På alteret er der et forgyldt krucifiks under en himmelbue med spir og i midten himmelborgen. En ældre altertavle opbevares i sakristi et. Dele af altersølvet er overført fra en tidligere kirke. 
Døbefonten er en sekssidet stenfont med et sydtysk messingfad fra 1575 og en fremstilling af bebudelsen.
Over indgangen til kirkerummet er der pulpitur med kirkens orgel. Kirken har to kirkeskibe, en model af en tremastet skonnert og en model af ostindiefareren  Norske Løve, der forliste på Færøerne den 31. december 1707. 
Kirken har to klokker. Den ene er givet til kirken af Frimurerne i København. Det er en stålklokke fremstillet af Bochumer Verein. Gussstahl-fabrik 1881. Den anden er støbt i Norge hos Nauen Klokkestøperi i Tønsberg.